# Claiborne Pell
Claiborne de Borda Pell (22. november 1918 i New York City – 1. januar 2009) var en amerikansk politiker fra det demokratiske parti. Han var medlem af det amerikanske senat fra 1961 til 1997, indvalgt fra delstaten Rhode Island. Han var formand for senatets udenrigskomité fra 1987 til 1995.
Pell var søn af kongresmanden Herbert Claiborne Pell, Jr., og tilhørte en familie med mange politikere. Han studerede historie ved Princeton University og Columbia University, og gjorde tjeneste i den amerikanske kystvagt og kystvagtreserven. Fra 1945 til 1952 arbejdede han i den amerikanske udenrigstjeneste, og var stationeret i Tjekkoslovakiet, Italien og Washington.
Han tog initiativ til en støtteordning for studenter, Pell Grant, og til oprettelsen af National Endowment for the Arts og National Endowment for the Humanities.